# Спагетіфікація

Припливні сили, що діють на кулясте тіло в неоднорідному гравітаційному полі. Ефект походить від джерел, розташованих праворуч і ліворуч від діаграми. Довші стрілки позначають більші сили

Спагетіфікація (англ. Spaghettification) (ефектом локшини) — значне розтягування предметів по вертикалі й стиснення по горизонталі (тобто, уподібнення до спагеті) у дуже сильному неоднорідному гравітаційному полі компактних астрофізичних об'єктів. Спагетіфікація зумовлена великими припливними силами. У граничних випадках (коли предмети перебувають біля чорних дір) деформація при подібному розтягуванні настільки сильна, що ніяке тіло не може зберегти свою структуру.
Стівен Хокінг, ілюструючи цей термін у книзі «Коротка історія часу», навів як приклад політ гіпотетичного космонавта, який, пролітаючи через горизонт подій чорної діри, «розтягується, як спагеті» гравітаційним градієнтом. Термін «спагетіфікація» з'явився до публікації книги Хокінга.

## Простий приклад спагетіфікації

Приклад спагетіфікації

Чотири тіла (позначені на схемі зеленими крапками) рухаються в гравітаційному полі у напрямку до центру небесного тіла. Відповідно до  закону зворотних квадратів, найближчий до небесного тіла об'єкт відчуває найбільше прискорення, і якщо уявити всі чотири тіла частинами одного великого предмета, то цей предмет буде деформуватися за рахунок припливних сил (витягуватися), а при деякій величині цих сил буде розірваний.

## Приклади слабких і сильних припливних сил
У разі однорідного протяжного кулястого тіла можна описати створене ним гравітаційне поле як поле точкового джерела, яке має таку саму масу, й розташоване в геометричному центрі протяжного тіла. У разі взаємодії двох тіл з різною масою це дає {\displaystyle F={\frac {\mu lm}{4r^{3}}}}, де {\displaystyle \mu } — гравітаційний параметр більш масивного тіла, l — довжина мотузки або стержня, m — маса більш масивного тіла, а r — відстань до масивного тіла.
У масивнішого тіла припливна сила досягає максимального значення поблизу його поверхні, і це максимальне значення залежить тільки від середньої густини масивного тіла (доти, доки розміри меншого тіло незначні в порівнянні з  масивнішим). Наприклад, для тіла з масою 1 кг і довжиною 1 м, і масивного тіла з середньою густиною, рівною густині  Землі, максимальне значення припливної сили становитиме лише 0,4 мікроНьютона.
У разі  білого карлика, який має більшу густину, припливні сили набагато сильніші, і для малого тіла з тими ж параметрами на поверхні карлика досягнуть вже величини 0,24 Н. Ще більша припливна сила на поверхні  нейтронної зорі: якщо тіло з попередніх прикладів падатиме на нейтронну зорю масою 2,1 M☉, то воно зруйнується на відстані 190 км від центру (тоді як типовий радіус нейтронної зорі становить близько 12 км).
У разі наближення до сингулярності будь-яке тіло буде зруйноване припливними силами, оскільки їх величина зростає до нескінченності, і таким чином, об'єкт, що падає в чорну діру, розтягується в тонку смужку матерії. У міру наближення до  сингулярності, припливні сили можуть розірвати навіть міжмолекулярні зв'язки[джерело?].

## Всередині чи зовні горизонту подій
Відстань, на якій припливні сили руйнують предмет, залежить від розміру чорної діри. Для  надмасивних чорних дір, як, наприклад, розташованих у центрі  Галактики, таке місце розташоване всередині їх  горизонту подій, тому гіпотетичний космонавт може перетнути горизонт подій, не помічаючи ніяких деформацій. Для малих чорних дір, у яких  радіус Шварцшильда набагато менший, припливні сили розірвуть космонавта ще до досягнення ним горизонту подій. Наприклад, для чорної діри масою 10 M☉ радіус Шварцшильда становить близько 30 км. На відстані 1000 кілометрів від неї, припливна сила становитиме 325 Н, а тіла руйнуватимуться на відстані 320 км від неї. Для чорної діри з масою 10 тисяч сонячних мас дистанція руйнування становитиме 3200 км, тоді як радіус Шварцшильда — 30 000 км.